# Lauren Albanese
Lauren Albanese (ur. 1 października 1989 w Jacksonville) – amerykańska tenisistka.
Starty w zawodowych turniejach rozpoczęła w maju 2004 roku, biorąc udział w kwalifikacjach do niewielkiego turnieju rangi ITF w El Paso, ale odpadła w 1 rundzie. Miesiąc później ponownie wystąpiła w podobnym turnieju w Edmond, gdzie wygrała swój pierwszy mecz, pokonując rodaczkę Laurę Ruben. W styczniu 2005 pomyślnie przeszła kwalifikacje do turnieju w Tampie i zagrała w turnieju głównym, w którym pokonała w 1 rundzie Vanię King i przegrała w 2 rundzie z Julie Ditty. Pierwszy turniej w grze singlowej wygrała w 2006 roku w Wichita, pokonując w finale Nicole Leimbach. W sumie na swoim koncie ma trzy wygrane turnieje singlowe i pięć deblowych rangi ITF.
W 2006 roku, dzięki dzikiej karcie przyznanej przez organizatorów, wystąpiła w wielkoszlemowym US Open. Wyeliminowała w 1 rundzie Olgę Sawczuk z Ukrainy. W 2 rundzie trafiła na Swietłanę Kuzniecową i przegrała 1:6, 1:6. Rok później, ponownie dzięki dzikiej karcie, miała możliwość zagrania w turnieju głównym US Open, ale tym razem przegrała w 1 rundzie z Jeleną Lichowcewą. W 2008 roku zagrała (już bez dzikiej karty) w turnieju kwalifikacyjnym US Open ale nie dotarła do fazy głównej turnieju, przegrywając w 2 rundzie z Lucie Hradecką. Rok 2009 przyniósł jej starty w kwalifikacjach do trzech turniejów wielkoszlemowych w French Open, Wimbledonie i US Open, jednak w żadnym z tych przypadków nie udało jej się przejść do turnieju głównego.

## Wygrane turnieje rangi ITF
| turnieje z pulą nagród 100 000 $ |
| turnieje z pulą nagród 75 000 $  |
| turnieje z pulą nagród 50 000 $  |
| turnieje z pulą nagród 25 000 $  |
| turnieje z pulą nagród 15 000 $  |
| turnieje z pulą nagród 10 000 $  |

### Gra pojedyncza
|    | Data       | Turniej   | Kat. | ($)    | Naw.   | Finalistka      | Wynik            |
| 1. | 23/07/2006 | Wichita   | ITF  | 10 000 | twarda | Nicole Leimbach | 6:0, 6:3         |
| 2. | 25/04/2010 | Poza Rica | ITF  | 25 000 | twarda | Julia Cohen     | 6:4, 5:7, 6:3    |
| 3. | 28/07/2013 | Austin    | ITF  | 10 000 | twarda | Ema Burgić      | 7:5, 5:7, 7:6(4) |